# Літтл-Егг-Гарбор Тауншип (Нью-Джерсі)
Літтл-Егг-Гарбор Тауншип (англ. Little Egg Harbor Township) — селище (англ. township) в США, в окрузі Оушен штату Нью-Джерсі. Населення — 20 784 особи (2020).

## Демографія
Згідно з переписом 2010 року, у селищі мешкало 20 065 осіб у 8060 домогосподарствах у складі 5674 родин. Було 10324 помешкання
Расовий склад населення:
| - 94,2 % — білих - 1,4 % — чорних або афроамериканців - 1,2 % — азіатів - 0,2 % — корінних американців - 1,5 % — осіб інших рас |

До двох чи більше рас належало 1,5 %. Частка іспаномовних становила 5,2 % від усіх жителів.
За віковим діапазоном населення розподілялося таким чином: 20,4 % — особи молодші 18 років, 58,0 % — особи у віці 18—64 років, 21,6 % — особи у віці 65 років та старші. Медіана віку мешканця становила 45,4 року. На 100 осіб жіночої статі у селищі припадало 92,3 чоловіків;  на 100 жінок у віці від 18 років та старших — 89,8 чоловіків також старших 18 років.
Середній дохід на одне домашнє господарство  становив 73 590 доларів США (медіана — 60 014), а середній дохід на одну сім'ю — 83 713 долари (медіана — 74 741). Медіана доходів становила 59 539 доларів для чоловіків та 39 554 долари для жінок. За межею бідності перебувало 8,2 % осіб, у тому числі 13,6 % дітей у віці до 18 років та 7,8 % осіб у віці 65 років та старших.
Цивільне працевлаштоване населення становило 8735 осіб. Основні галузі зайнятості: освіта, охорона здоров'я та соціальна допомога — 25,1 %, роздрібна торгівля — 16,8 %, мистецтво, розваги та відпочинок — 11,1 %, публічна адміністрація — 8,7 %.